# Албрехт фон Хоенлое-Валденбург
Албрехт фон Хоенлое-Валденбург (на немски: Albrecht von Hohenlohe-Waldenburg) от линията Хоенлое-Нойенщайн е граф на Хоенлое-Нойенщайн-Валденбург.

## Биография
Роден е на 23 май 1543 година във Валденбург. Той е най-възрастният син на граф Лудвиг Казимир фон Хоенлое-Валденбург-Нойенщайн (1517 – 1568) и спругата му графиня Анна фон Золмс-Лаубах-Лих (1522 – 1594), дъщеря на граф Ото I фон Золмс-Лаубах и принцеса Анна фон Мекленбург.
Албрехт се жени на 24 февруари 1566 г. в Нойенщайн за Елеонора фон Ханау-Лихтенберг (* 16 април 1544, † 6 юни 1585, Ингелфинген), дъщеря на граф Филип IV фон Ханау-Лихтенберг и Елеонора фон Фюрстенберг. Те нямат деца.
От 1568 до 1575 г. той управлява Хоенлое-Нойенщайн заедно с братята си Волфганг, Филип и Фридрих.
На 7 февруари 1570 г. господарят на дворец Валденбург, чичо му граф Еберхард фон Хоенлое-Валденбург и съпругата му графиня Агата фон Тюбинген, празнуват с гости карнавал на Заговезни. Един костюм се подпалва, избухва пожар, при който умират няколко от гостите и други са тежко ранени. Еберхард умира на 10 март 1570 г. На 14 март граф Албрехт отпътува в къщи в Нойенщайн.
Умира на 16 ноември 1575 година в Щутгарт и е погребан там.